# Amarens Genee
Amarens Genee (Gorinchem, 22 februari 1991) is een Nederlandse waterpolospeler. Genee komt sinds 2017 uit voor de Italiaanse club Rapallo Pallanuoto en speelde eerder voor PCG, Widex GZC Donk, Hawai Rainbow Wahine, en UZSC.
Uitkomend voor UZSC behaalde Genee in 2017 de Nederlandse landstitel en won in datzelfde jaar de KNZB beker en de Nederlandse Supercup.
Genee werd in 2013 voor het eerst geselecteerd voor de Nederlandse waterpoloploeg en vertegenwoordigde Nederland onder meer op de Europese kampioenschappen van 2014 en 2016, waar achtereenvolgens twee keer zilver werd behaald. Ook maakte ze deel uit van de Nederlandse selectie die op het wereldkampioenschap van 2015 zilver behaalde.
Geplaagd door blessureleed besloot Amarens Genee haar waterpolocarrière op topniveau medio 2019 te beëindigen.

## Palmares

### Nederlands team
- 2014:  EK Boedapest (Hongarije)
- 2015:  World League Shangai (China)
- 2015:  WK Kazan (Rusland)
- 2016:  EK Belgrado (Servië)